# Oenoptera rhea
Oenoptera rhea là một loài bướm đêm trong họ Noctuidae.